# Louis Auguste Le Tonnelier de Breteuil

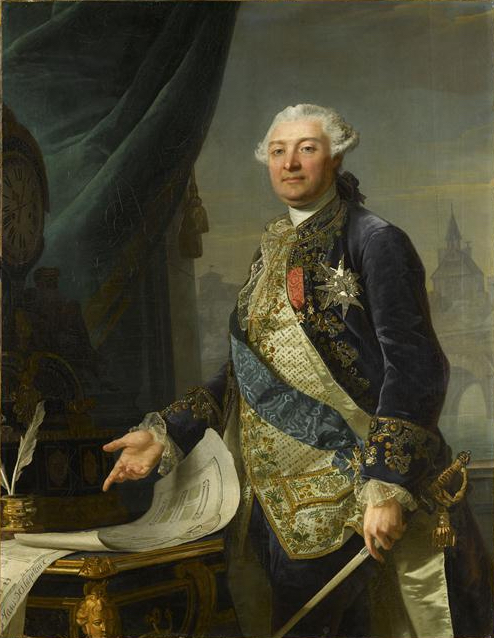
Louis-Auguste le Tonnelier

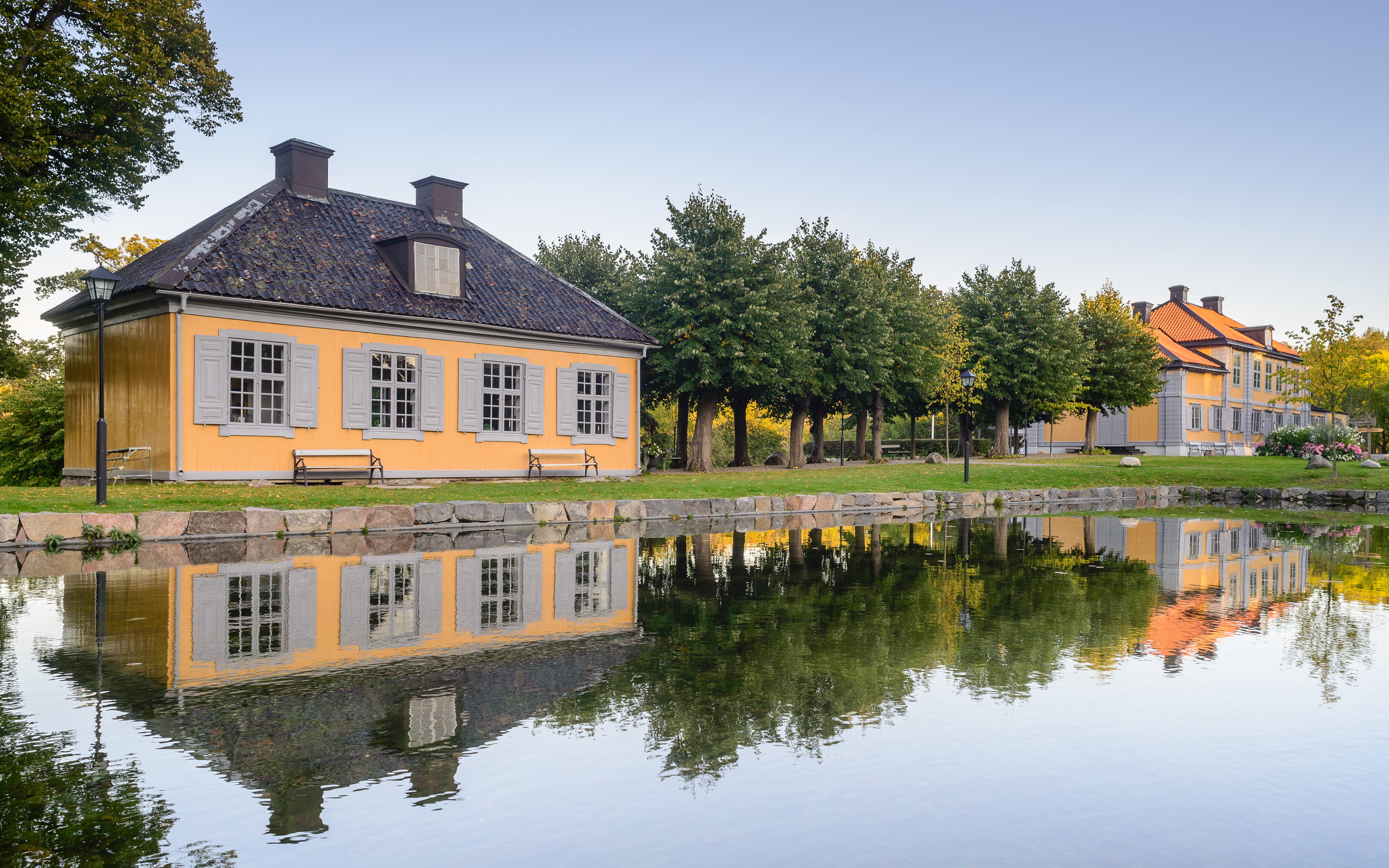
Louis Auguste le Tonellier de Breteuils svenska residens Stora Nyckelviken med spegeldammen och Biljardflygeln som han lät uppföra.

Louis Charles Auguste le Tonnelier, baron de Breteuil, baron de Preuilly, född 7 mars 1730, död 2 november 1807, var en fransk aristokrat, diplomat, statsman och politiker. 
Efter några års militärtjänst inträdde de Breuteuil på den diplomatiska banan. Han hade haft flera viktiga diplomatiska uppdrag, då han 1763 av César Gabriel de Choiseul sändes till Sverige för att upprätthålla hattregeringen och rädda Frankrikes inflytande i landet. de Breteuil som i november 1764 förmedlade ett nytt subsidieuppdrag, fick nu i uppdrag att verka för ett stärkande av kungamakten i Sverige. Då han dock inte fullt ut litade på det svenska kungaparet, inskränkte han sig dock till att gynna samarbetet mellan hattarna och hovpartiet. Trots det stora ekonomiska stöd, Frankrike ställde till förfogande vid riksdagen 1765/66, vann mössorna överhanden. de Choiseul bestämde sig nu för att en statskupp till förmån för en stark kungamakt var enda vägen till inflytande, och återkallade de Breteuil, som låtit meddela att han inte kunde stödja en sådan. 
de Breteuil verkade därefter i Holland, Neapel och Wien som franskt sändebud, och var 1783-1787 minister för de kungliga husen. de Breteuil gjorde sig känd som en av oppositionen starkt hatad företrädare för den franska kungamakten, och avskedades 8 augusti 1789 som statssekreterare sedan Étienne Charles de Loménie de Brienne tvingats avträda som finansminister Jacques Necker trätt i hans ställe. Den 11 augusti blev Necker och andra oppositionsmän avskedade från sina poster, och de Breuteuil utsågs i stället till finansminister, något som blev startskottet till Stormningen av Bastiljen, och Necker återinsattes på posten redan efter fyra dagar.
Efter att ha emigrerat ledde han som Ludvig XVI:s förtroendeman kungens hemliga förhandlingar med Europas makter men motarbetades av prinsarnas parti. Efter Marie Antoinettes avrättning drog han sig tillbaka till privatlivet och återvände slutligen till Frankrike 1802.
Han hade ett residens på Stora Nyckelviken i Nacka.
le Tonnelier samarbetade 1791 med Axel von Fersen för att organisera den franska kungafamiljens misslyckade flykt från Paris.